# Área nacional de recreación El Boliche
El Área nacional de recreación El Boliche es un área protegida del Ecuador, ubicado en los límites de las provincias de Pichincha y Cotopaxi dentro de la ciudad de Latacunga . Fue creada en el año 1979 y tiene una extensión de 400 hectáreas. Su rango altitudinal es desde 3.484 a 3.726 metros.